# Lobeza gilberta
Lobeza gilberta är en fjärilsart som beskrevs av William Schaus 1928. Lobeza gilberta ingår i släktet Lobeza och familjen tandspinnare. Inga underarter finns listade i Catalogue of Life.